# 주고쿠 자동차도
주고쿠 자동차도(일본어: 中国自動車道)는 일본 오사카부 스이타시의 스이타 분기점부터 효고현, 오카야마현, 히로시마현, 시마네현을 경유해서 야마구치현 시모노세키시의 시모노세키 분기점에 이르는 총 연장 540.1 km에 이르는 일본의 고속도로이다. 법정 노선명은 주고쿠 종관 자동차도이며, 당초의 노선명은 이 법정 노선명을 그대로 사용하는 거 외에, 현재도 지도에서 '주고쿠 종관도' 등의 표기가 사용되는 경우가 있다.
더욱이, 스이타 분기점 - 고베 분기점, 야마구치 분기점 - 시모노세키 나들목은 아시안 하이웨이 1호선으로도 지정되어 있다. 고속도로 번호에 의한 노선 번호는, 간몬 교와 함께 E2A가 부여받았다.

## 개요
주고쿠 지방의 대부분 중앙부를 동서로 관통하는 형태로 건설되고 있어, 1983년에 전 노선 개통했다. 총 연장은 500km 이상에 달하는, 고속 자동차 국도 중에서는 도호쿠 자동차도 다음으로 길다. 고속도로망으로서는 초기의 부류에 들어, 원래 주고쿠 종관 자동차도(국토 개발 간선 자동차도의 노선명)의 노선이 지정된 때에는, 「주고쿠 지방에 걸쳐서는, 고속도로망의 동서축은 1대만을 건설한다」라고 알려져, 주고쿠 지방 고속도로망의 「허리」로서 설정된 산요 지방부터 산인 지방까지도 거의 등거리에 접속하는 주고쿠 산지 주변 위치에 건설되었다. 그러나, 표면을 누비게 뚫린 결과, 고속도로로서는 커브나 높낮이가 많은 선형이며, 대부분의 구간에서 최고속도가 80km/h 이하로 제한되어 있다.
1997년에 산요 자동차도가 전 노선 개통하면서, 통과 교통의 대부분은, 거리가 짧은 직선적으로 계획되어, 오카야마시나 히로시마시 등의 주고쿠 지방 주요 도시의 중심부 부근을 통과하는 산요 자동차도로 향상되고 있다. 현재는, 일본을 종단하는 국토축에 걸쳐서, 산요 자동차도를 보완하는 역할을 맡고 있는 한편으로서, 주고쿠 산지 주변의 각 도시(쓰야마시, 니미시, 쇼바라시, 미요시시, 미네시)등, 돗토리 자동차도 · 요나고 자동차도 · 마쓰에 자동차도 · 하마다 자동차도 등을 매개로 접속하는 산인 지방의 각 도시에서는, 타 지역과의 교류 상에서 필수 중요한 경로로 되어 있다.
긴키 지방에서는, 고속 자동차 국도 노선으로서는, 주고쿠 종관 자동차도는 기점인 스이타 시에 걸쳐서 긴키 자동차도 덴리스이타 지선의 종점이며, 스이타 시 - 고베시에 걸친 산요 자동차도 스이타야마구치 지선과 중복되고 있다. 특히 주고쿠이케다 나들목에 접속하는 한신 고속도로 11호 이케다 선, 니시노미야야마구치 분기점에서 접속하는 한신 고속도로 7호 기타코베 선, 고베 분기점에서 접속하는 산요 자동차도, 요카와 분기점에서 분기하는 마이즈루 와카사 자동차도의 상호 교통이 집중해, 더해서 적당한 우회로가 없는 주고쿠이케다 나들목 - 니시노미야야마구치 분기점 구간은 교통량이 매우 많아, 다카라즈카히가시 · 다카라즈카니시 터널 주변을 중심으로 해서 정체 발생이 현저하다. 2018년 3월 18일에 신메이신 고속도로 · 다카쓰키 분기점 · 나들목 - 고베 분기점 간의 전 노선이 개통했던 것에 의해, 주고쿠 자동차도를 경유하고 있는 동서간의 교통이 분산되어, 이후는 정체가 경감될 것으로 예상된다.
일본 국토교통성 긴키 지방 정비국이 정한 「간사이 4 환상 네트워크」에 걸친 간사이 추오 환상도로를 구성하는 도로의 하나로 자리 잡고 있으며, 산요 자동차도 · 고베 아와지 나루토 자동차도 · 기탄 연락도로 · 긴키 자동차도와 조합해서 맞춘 일주 약 240km의 순환도로를 구성하고 있다.
1995년의 한신·아와지 대지진으로 게이한신 도로망이 크게 끊어진 때, 도로 이외도 포함했던 교통 대동맥 중에서, 대면 통행이 되면서 유일 기능했던 도로이기도 하다. 이 결과, 교통 대동맥 대부분이 고베 시 연안을 다니는 집중 방식이 다시 클로즈업하게 되었다.
매년 10월 - 11월에 걸쳐서, 교통량이 많은 도로의 노후화가 심한 다카라즈카 나들목 부근을 중심으로 주고쿠 자동차도 집중공사가 행해졌다. 예년 대규모 정체가 발생하지만, 집중 공사 방식을 채택하는 것으로 연간 공사 정체나 규제 건수가 대폭으로 저감한다. 같은 교통량이 많은 도메이 고속도로나 메이신 고속도로에서도 이 같은 집중 공사 방식이 채택되고 있다.
더욱이, 히로시마키타 분기점은 스이타 방면 → 히로시마 자동차도가 본선에서, 스이타 방면 → 기와 · 야마구치 방면이 분기쪽으로 되어 있다. 또한, 야마구치 분기점은 산요 자동차도가 분기쪽으로 되어 있지만, 산요 자동차도가 2차선에서 합류하는 것에 대한 주고쿠 자동차도 스이타 방면 → 오고리 · 시모노세키 방면은 노선 표시에 의해 1차선으로 감소하는 것으로 변경되어 있다.
산간부를 중심으로 나들목 사이 폭이 긴 것도 특징이 하나이며, 병행하는 산요 자동차도와 나란히 거리가 긴 것도 불구한 나들목이 적지 않다.

## 통과하는 지자체
- 오사카부
  - 스이타시 - 도요나카시 - 이케다시

- 효고현
  - 가와니시시 - 다카라즈카시 - 이타미시 - 다카라즈카 시 - 니시노미야시 - 고베시 기타구 - 미키시 - 가토시 - 가사이시 - 가토 시 - 가사이 시 - 간자키 군 후쿠사키정 - 히메지시 - 시소시 - 사요군 사요정

- 오카야마현
  - 미마사카시 - 가쓰타군 쇼오정 - 쓰야마시 - 마니와시 - 니미시 - 마니와 시 - 니미 시

- 히로시마현
  - 쇼바라시 - 미요시시 - 아키타카타시 - 야마가타군 기타히로시마정 - 히로시마시 아사키타구 - 야마가타 군 아키오타정 - 하쓰카이치시

- 야마구치현
  - 이와쿠니시

- 시마네현
  - 가노아시군 요시카정

- 야마구치현
  - 슈난시 - 야마구치시 - 우베시 - 미네시 - 산요오노다시 - 미네 시 - 시모노세키시

## 나들목 · 분기점
| 나들목 번호                                                      | 시설 이름                 | 일본어 이름  | 거리 (km)             | BS        | 접속 노선                                                                           | 소재지      | 소재지       | 소재지         |
| ---------------------------------------------------------------- | ------------------------- | ------------ | --------------------- | --------- | ----------------------------------------------------------------------------------- | ----------- | ------------ | -------------- |
| 35                                                               | 스이타 분기점             | 吹田         | 0.0                   | -         | 메이신 고속도로 긴키 자동차도                                                       | 오사카부    | 스이타시     | 스이타시       |
| 1                                                                | 주고쿠스이타 나들목       | 中国吹田     | 1.0                   |           | 오사카 부도 2호 오사카추오 환상선                                                   | 오사카부    | 스이타시     | 스이타시       |
| 2                                                                | 주고쿠토요나카 나들목     | 中国豊中     | 8.3                   |           | 오사카 부도 2호 오사카추오 환상선                                                   | 오사카부    | 도요나카시   | 도요나카시     |
| 2                                                                | 주고쿠이케다 나들목       | 中国池田     | 10.5                  |           | 국도 제176호선                                                                      | 오사카부    | 이케다시     | 이케다시       |
| 3                                                                | 다카라즈카 나들목         | 宝塚         | 16.6                  | ○         | 국도 제176호선 효고 현도 42호 아마가사키타카라즈카 선                               | 효고현      | 다카라즈카시 | 다카라즈카시   |
| -                                                                | 니시노미야나지오 SA       | 西宮名塩     | 24.1                  | ◆         |                                                                                     | 효고현      | 니시노미야시 | 니시노미야시   |
| 4                                                                | 니시노미야야마구치 분기점 | 西宮山口     | 27.5                  | -         | 한신 고속도로 7호 기타코베 선                                                       | 효고현      | 니시노미야시 | 니시노미야시   |
| 5                                                                | 니시노미야키타 나들목     | 西宮北       | 29.8                  | ○         | 효고 현도 82호 오조니시노미야 선                                                    | 효고현      | 니시노미야시 | 니시노미야시   |
| 5-1                                                              | 고베 분기점               | 神戸         | 31.7                  | -         | 산요 자동차도 신메이신 고속도로                                                     | 효고현      | 고베시       | 기타구         |
| -                                                                | 나가오 BS                 | 長尾         | 33.6                  | ○         |                                                                                     | 효고현      | 고베시       | 기타구         |
| 5-2                                                              | 고베산다 나들목           | 神戸三田     | 36.7                  |           | 롯코키타 유료도로                                                                   | 효고현      | 고베시       | 기타구         |
| -                                                                | 아카마쓰 PA               | 赤松         | 38.4                  |           |                                                                                     | 효고현      | 고베시       | 기타구         |
| 6                                                                | 요카와 분기점             | 吉川         | 40.5                  | -         | 마이즈루 와카사 자동차도                                                            | 효고현      | 미키시       | 미키시         |
| 7                                                                | 요카와 나들목             | 吉川         | 43.7                  | ○         | 국도 제428호선 효고 현도 17호 니시와키산다 선                                       | 효고현      | 미키시       | 미키시         |
| 7-1                                                              | 효고토조 나들목           | ひょうご東条 | 47.7                  |           | 효고 현도 91호 하리마토조인터 선 효고 현도 313호 히라키미나미야마 선                | 효고현      | 가토시       | 가토시         |
| -                                                                | 도조 BS                   | 東条         | 49.7                  | ○         |                                                                                     | 효고현      | 가토시       | 가토시         |
| -                                                                | 야시로 PA                 | 社           | 55.8                  | ○         |                                                                                     | 효고현      | 가토시       | 가토시         |
| 8                                                                | 다키노야시로 나들목       | 滝野社       | 59.4                  | ○         | 국도 제175호선 (야시로 바이패스) 효고 현도 17호 니시와키산다 선                     | 효고현      | 가토시       | 가토시         |
| -                                                                | 이즈미 BS                 | 泉           | 66.6                  | ○         |                                                                                     | 효고현      | 가사이시     | 가사이시       |
| 8-1                                                              | 가사이 나들목             | 加西         | 69.1                  | ○         | 효고 현도 24호 타카호조 선                                                          | 효고현      | 가사이시     | 가사이시       |
| -                                                                | 호조 BS                   | 北条         | 72.2                  | ○         |                                                                                     | 효고현      | 가사이시     | 가사이시       |
| -                                                                | 가사이 SA                 | 加西         | 75.6                  |           |                                                                                     | 효고현      | 가사이시     | 가사이시       |
| -                                                                | 가사이 SA                 | 加西         | 75.6                  | 간자키 군 | 후쿠사키정                                                                          | 효고현      |              |                |
| 9                                                                | 후쿠사키 나들목           | 福崎         | 79.2                  | 간자키 군 | 후쿠사키정                                                                          | 효고현      | ○            | 반탄 연락 도로 |
| 9-1                                                              | 유메사키 BS / SIC         | 夢前         | 86.0                  | ○         | 효고 현도 23호 미키시소 선 (시도 경유) 효고 현도 67호 히메지카미카와 선 (시도 경유) | 효고현      | 히메지시     | 히메지시       |
| -                                                                | 야스토미 PA               | 安富         | 94.5                  | ○         |                                                                                     | 효고현      | 히메지시     | 히메지시       |
| 10                                                               | 야마사키 나들목           | 山崎         | 99.6                  | ○         | 국도 제29호선                                                                       | 효고현      | 시소시       | 시소시         |
| -                                                                | 야마사키 분기점           | 山崎         | 103.4                 | -         | 하리마 자동차도                                                                     | 효고현      | 시소시       | 시소시         |
| -                                                                | 야마사키 본선 요금소      | 山崎         | 103.8                 | -         |                                                                                     | 효고현      | 시소시       | 시소시         |
| -                                                                | 이보가와 PA               | 揖保川       | 106.6                 |           |                                                                                     | 효고현      | 시소시       | 시소시         |
| -                                                                | 가즈라네 BS               | 葛根         | 110.2                 | ○         |                                                                                     | 효고현      | 시소시       | 시소시         |
| -                                                                | 난코 BS                   | 南光         | 113.8                 | ○         |                                                                                     | 효고현      | 사요군       | 사요정         |
| 10-1                                                             | 사요 분기점               | 佐用         | 117.4                 | -         | 돗토리 자동차도                                                                     | 효고현      | 사요군       | 사요정         |
| 11                                                               | 사요 나들목               | 佐用         | 119.2                 | ○         | 국도 제373호선                                                                      | 효고현      | 사요군       | 사요정         |
| -                                                                | 고즈키 PA                 | 上月         | 125.7                 | ○         |                                                                                     | 효고현      | 사요군       | 사요정         |
| 11-1                                                             | 사쿠토 나들목             | 作東         | 131.3                 |           | 오카야마 현도 86호 사쿠토인터 선 오카야마 현도 365호 가미후쿠하라사요 선            | 오카야마현  | 미마사카시   | 미마사카시     |
| -                                                                | 사쿠토 BS                 | 作東         | 133.9                 | ○         |                                                                                     | 오카야마현  | 미마사카시   | 미마사카시     |
| -                                                                | 나라하라 PA               | 楢原         | 136.4                 |           |                                                                                     | 오카야마현  | 미마사카시   | 미마사카시     |
| 12                                                               | 미마사카 나들목           | 美作         | 139.4                 |           | 오카야마 현도 51호 미마사카나기 선                                                  | 오카야마현  | 미마사카시   | 미마사카시     |
| 12-1                                                             | 쇼오 분기점               | 勝央         | 141.9                 | -         | 미마사카 오카야마 도로                                                              | 오카야마현  | 미마사카시   | 미마사카시     |
| -                                                                | 가쓰마다 BS               | 勝間田       | 144.0                 | ○         |                                                                                     | 오카야마현  | 가쓰타군     | 쇼오정         |
| -                                                                | 쇼오 SA                   | 勝央         | 145.3                 |           |                                                                                     | 오카야마현  | 가쓰타군     | 쇼오정         |
| 13                                                               | 쓰야마 나들목             | 津山         | 150.7                 | ○         | 국도 제53호선                                                                       | 오카야마현  | 쓰야마시     | 쓰야마시       |
| -                                                                | 쓰야마키타 BS             | 津山北       | 156.0                 | ○         |                                                                                     | 오카야마현  | 쓰야마시     | 쓰야마시       |
| -                                                                | 니노미야 PA               | 二宮         | 159.1                 |           |                                                                                     | 오카야마현  | 쓰야마시     | 쓰야마시       |
| 14                                                               | 인노쇼 나들목             | 院庄         | 161.1                 | ○         | 국도 제179호선 오카야마 현도 206호 인노쇼 선                                        | 오카야마현  | 쓰야마시     | 쓰야마시       |
| -                                                                | 구메 BS                   | 久米         | 166.5                 | ○         |                                                                                     | 오카야마현  | 쓰야마시     | 쓰야마시       |
| -                                                                | 미마사카오이와케 PA       | 美作追分     | 173.9                 | ○         |                                                                                     | 오카야마현  | 마니와시     | 마니와시       |
| 15                                                               | 오치아이 분기점           | 落合         | 175.0                 | -         | 요나고 자동차도                                                                     | 오카야마현  | 마니와시     | 마니와시       |
| 16                                                               | 오치아이 나들목           | 落合         | 181.6                 | ○         | 국도 제313호선                                                                      | 오카야마현  | 마니와시     | 마니와시       |
| -                                                                | 마니와 PA                 | 真庭         | 184.6                 |           |                                                                                     | 오카야마현  | 마니와시     | 마니와시       |
| 17                                                               | 호쿠보 분기점             | 北房         | 191.0                 | -         | 오카야마 자동차도                                                                   | 오카야마현  | 마니와시     | 마니와시       |
| 18                                                               | 호쿠보 나들목             | 北房         | 193.4                 |           | 국도 제313호선                                                                      | 오카야마현  | 마니와시     | 마니와시       |
| -                                                                | 아자에 BS                 | 呰部         | 196.5                 | ○         |                                                                                     | 오카야마현  | 마니와시     | 마니와시       |
| -                                                                | 후세 BS                   | 布瀬         | 205.5                 | ○         |                                                                                     | 오카야마현  | 니미시       | 니미시         |
| 18-1                                                             | 오사 SA / SIC             | 大佐         | 209.5                 | ○         | 오카야마 현도 32호 니미카쓰야마 선                                                  | 오카야마현  | 니미시       | 니미시         |
| -                                                                | 구마타니 BS               | 熊谷         | 215.6                 | ○         |                                                                                     | 오카야마현  | 니미시       | 니미시         |
| 19                                                               | 니미 나들목               | 新見         | 221.6                 | ◎         | 국도 제180호선 오카야마 현도 378호 가미이치이무라니시가타 선                        | 오카야마현  | 니미시       | 니미시         |
| -                                                                | 신고 PA                   | 神郷         | 228.8                 | ◆         |                                                                                     | 오카야마현  | 니미시       | 니미시         |
| -                                                                | 뎃세이 BS                 | 哲西         | 237.9                 | ○         |                                                                                     | 오카야마현  | 니미시       | 니미시         |
| 20                                                               | 도조 나들목               | 東城         | 246.4                 | ◎         | 국도 제182호선                                                                      | 히로시마현  | 쇼바라시     | 쇼바라시       |
| -                                                                | 다이샤쿠쿄 PA             | 帝釈峡       | 248.6 (하) 249.5 (상) |           |                                                                                     | 히로시마현  | 쇼바라시     | 쇼바라시       |
| -                                                                | 다이샤쿠 BS               | 帝釈         | 259.7                 | ○         |                                                                                     | 히로시마현  | 쇼바라시     | 쇼바라시       |
| -                                                                | 혼무라 PA                 | 本村         | 265.9 (하) 267.0 (상) |           |                                                                                     | 히로시마현  | 쇼바라시     | 쇼바라시       |
| 21                                                               | 쇼바라 나들목             | 庄原         | 276.6                 | ○         | 국도 제432호선                                                                      | 히로시마현  | 쇼바라시     | 쇼바라시       |
| -                                                                | 나나쓰카하라 SA           | 七塚原       | 283.1 (하) 283.2 (상) |           |                                                                                     | 히로시마현  | 쇼바라시     | 쇼바라시       |
| -                                                                | 와치 BS                   | 和知         | 286.5                 | ○         |                                                                                     | 히로시마현  | 미요시시     | 미요시시       |
| 21-1                                                             | 미요시히가시 분기점       | 三次東       | 288.6                 | -         | 마쓰에 자동차도 오노미치 자동차도                                                   | 히로시마현  | 미요시시     | 미요시시       |
| 21-1                                                             | 미요시히가시 나들목       | 三次東       | 288.6                 | -         | 히로시마 현도 434호 와치미요시 선                                                   | 히로시마현  | 미요시시     | 미요시시       |
| 22                                                               | 미요시 나들목             | 三次         | 293.6                 | ○         | 국도 제375호선 히로시마 현도 470호 미요시인터 선                                    | 히로시마현  | 미요시시     | 미요시시       |
| -                                                                | 고노카와 PA               | 江の川       | 299.1 (상) 302.0 (하) |           |                                                                                     | 히로시마현  | 미요시시     | 미요시시       |
| -                                                                | 다카미야 BS               | 高宮         | 308.3                 | ○         |                                                                                     | 히로시마현  | 아키타카타시 | 아키타카타시   |
| 23                                                               | 다카타 나들목             | 高田         | 313.8                 |           | 히로시마 현도 64호 미요시미도리 선                                                  | 히로시마현  | 아키타카타시 | 아키타카타시   |
| -                                                                | 미도리 BS                 | 美土里       | 315.8                 | ○         |                                                                                     | 히로시마현  | 아키타카타시 | 아키타카타시   |
| -                                                                | 혼고 PA                   | 本郷         | 317.9 (상) 322.2 (하) |           |                                                                                     | 히로시마현  | 아키타카타시 | 아키타카타시   |
| 24                                                               | 지요다 나들목             | 千代田       | 328.9                 | ○         | 히로시마 현도 5호 하마다야에카베 선                                                 | 히로시마현  | 야마가타군   | 기타히로시마정 |
| 25                                                               | 지요다 분기점             | 千代田       | 330.9                 | -         | 하마다 자동차도                                                                     | 히로시마현  | 야마가타군   | 기타히로시마정 |
| -                                                                | 아사 SA                   | 安佐         | 339.9 (하) 340.4 (상) |           |                                                                                     | 히로시마현  | 히로시마시   | 아사키타구     |
| 26                                                               | 히로시마키타 분기점       | 広島北       | 343.0                 | -         | 히로시마 자동차도                                                                   | 히로시마현  | 히로시마시   | 아사키타구     |
| 26-1                                                             | 가케 BS / SIC             | 加計         | 355.0                 | ○         | 국도 제191호선                                                                      | 히로시마현  | 야마가타 군  | 아키오타정     |
| 27                                                               | 도고우치 나들목           | 戸河内       | 360.4                 |           | 국도 제186호선 국도 제191호선                                                       | 히로시마현  | 야마가타 군  | 아키오타정     |
| -                                                                | 쓰쓰카 PA                 | 筒賀         | 363.2                 | ○         |                                                                                     | 히로시마현  | 야마가타 군  | 아키오타정     |
| 28                                                               | 요시와 나들목             | 吉和         | 376.6                 |           | 국도 제186호선                                                                      | 히로시마현  | 하쓰카이치시 | 하쓰카이치시   |
| -                                                                | 요시와 SA                 | 吉和         | 379.1                 | ○         |                                                                                     | 히로시마현  | 하쓰카이치시 | 하쓰카이치시   |
| -                                                                | 우사 BS / CB              | 宇佐         | 387.4                 | ◆         |                                                                                     | 야마구치현  | 이와쿠니시   | 이와쿠니시     |
| -                                                                | 후카타니 PA               | 深谷         | 395.5                 | ○         |                                                                                     | 야마구치현  | 이와쿠니시   | 이와쿠니시     |
| 29                                                               | 무이카이치 나들목         | 六日市       | 403.6                 | ◆         | 국도 제187호선                                                                      | 시마네현    | 가노아시군   | 요시카정       |
| -                                                                | 아사쿠라 PA               | 朝倉         | 408.5                 | ◆         |                                                                                     | 시마네현    | 가노아시군   | 요시카정       |
| 30                                                               | 가노 나들목               | 鹿野         | 430.6                 | ◆         | 국도 제315호선                                                                      | 야마구치 현 | 슈난시       | 슈난시         |
| -                                                                | 가노 SA                   | 鹿野         | 432.2 (하) 432.8 (상) |           |                                                                                     | 야마구치 현 | 슈난시       | 슈난시         |
| -                                                                | 구시 BS / CB              | 串           | 439.7                 | ◆         |                                                                                     | 야마구치 현 | 야마구치시   | 야마구치시     |
| 31                                                               | 도쿠지 나들목             | 徳地         | 447.4                 | ◆         | 국도 제489호선                                                                      | 야마구치 현 | 야마구치시   | 야마구치시     |
| -                                                                | 니오로시토게 PA           | 荷卸峠       | 455.7                 |           |                                                                                     | 야마구치 현 | 야마구치시   | 야마구치시     |
| -                                                                | 니호 BS                   | 仁保         | 460.6                 | ◆         |                                                                                     | 야마구치 현 | 야마구치시   | 야마구치시     |
| 32                                                               | 야마구치 나들목           | 山口         | 467.4                 | ◆         | 국도 제262호선                                                                      | 야마구치 현 | 야마구치시   | 야마구치시     |
| -                                                                | 유다 PA / SIC             | 湯田         | 473.3                 | ◆         |                                                                                     | 야마구치 현 | 야마구치시   | 야마구치시     |
| 33                                                               | 야마구치 분기점           | 山口         | 474.8                 | -         | 산요 자동차도                                                                       | 야마구치 현 | 야마구치시   | 야마구치시     |
| 34                                                               | 오고리 나들목             | 小郡         | 480.1                 | ◆         | 국도 제9호선                                                                        | 야마구치 현 | 야마구치시   | 야마구치시     |
| 34-1                                                             | 오고리 분기점             | 小郡         | 480.2                 | -         | 야마구치 우베 도로                                                                  | 야마구치 현 | 야마구치시   | 야마구치시     |
| -                                                                | 미토 SA                   | 美東         | 487.5 (하) 487.7 (상) |           |                                                                                     | 야마구치 현 | 미네시       | 미네시         |
| -                                                                | 마나 BS                   | 真名         | 489.5                 | ◆         |                                                                                     | 야마구치 현 | 미네시       | 미네시         |
| 34-2                                                             | 미네히가시 분기점         | 美祢東       | 490.5                 | -         | 오고리 하기 도로                                                                    | 야마구치 현 | 미네시       | 미네시         |
| 35                                                               | 미네 나들목               | 美祢         | 498.2                 | ○         | 국도 제435호선                                                                      | 야마구치 현 | 미네시       | 미네시         |
| -                                                                | 이사 PA                   | 伊佐         | 505.5                 |           |                                                                                     | 야마구치 현 | 미네시       | 미네시         |
| 35-1                                                             | 미네니시 나들목           | 美祢西       | 511.7                 | ◆         | 야마구치 현도 33호 시모노세키미네 선                                                | 야마구치 현 | 미네시       | 미네시         |
| 35-2                                                             | 시모노세키 분기점         | 下関         | 519.1                 | -         | 산요 자동차도 우베시모노세키 지선                                                   | 야마구치 현 | 시모노세키시 | 시모노세키시   |
| -                                                                | 나가토요시다 BS           | 長門吉田     | 519.4                 | ◆         |                                                                                     | 야마구치 현 | 시모노세키시 | 시모노세키시   |
| -                                                                | 오즈키 BS                 | 小月         | 524.0                 | ○         |                                                                                     | 야마구치 현 | 시모노세키시 | 시모노세키시   |
| 36                                                               | 오즈키 나들목 / 분기점    | 小月         | 524.6                 |           | 국도 제491호선 산인 자동차도                                                        | 야마구치 현 | 시모노세키시 | 시모노세키시   |
| -                                                                | 오지 PA                   | 王司         | 529.1                 |           |                                                                                     | 야마구치 현 | 시모노세키시 | 시모노세키시   |
| -                                                                | 나가토카쓰야마 BS         | 長門勝山     | 535.9                 | ◆         |                                                                                     | 야마구치 현 | 시모노세키시 | 시모노세키시   |
| 37                                                               | 시모노세키 나들목         | 下関         | 540.1                 |           | 야마구치 현도 57호 시모노세키코 선 야마구치 현도 258호 다케히사무쿠노 선            | 야마구치 현 | 시모노세키시 | 시모노세키시   |
| 간몬 교 모지 · 규슈 자동차도 후쿠오카 · 나가사키 · 구마모토 방면 |                           |              |                       |           |                                                                                     |             |              |                |

## 같이 보기
- (일본어) 서일본 고속도로